# شعب تانغوت
شعب التانغوت (بالتانغوت: mjɨ nja̱ أو mji dzjwo؛ بالصينية: 党項؛ بينيين: Dǎngxiàng؛ بالتبتية: མི་ཉག་، وايلي: mi nyak؛ بالمنغولية: Тангуд) هم شعب صيني-تبتي أسس سلالة شيا الغربية وسكن فيها. عاشت هذه المجموعة في البداية تحت سلطة تويوهون، لكنها خضعت لاحقًا لسلالة تانغ. بعد انهيار سلالة تانغ، أسس التانغوت مملكة شيا الغربية. كانوا يتحدثون لغة التانغوت، والتي كان يُعتقد سابقًا أنها إحدى لغات تشيانغ أو لغات يي التي تنتمي إلى عائلة اللغات التبتية البورمية. ومع ذلك، تكشف الروايات اللغوية التطورية والتاريخية أن التانغوت تنتمي بدلاً من ذلك إلى فرع جيالرونجي من التبت-البورميين. تم القضاء على شيا الغربية على يد الإمبراطورية المغولية في عام 1227، ودُمرت معظم سجلاتها المكتوبة وهندستها المعمارية. اليوم انقرضت لغة التانغوت ونصها الفريد؛ ولم يتبق سوى أجزاء من أدب التانغوت.